# Dicranella harrisii
Dicranella harrisii är en bladmossart som beskrevs av Brotherus 1901. Dicranella harrisii ingår i släktet jordmossor, och familjen Dicranaceae. Inga underarter finns listade i Catalogue of Life.